# دیسک بلوری
دیسک بلوری یک فرمت ذخیره‌سازی داده لوح نوری دیجیتال است. این دیسک به گونه‌ای طراح شد که جایگزینی برای فرمت ذخیره‌سازی دی‌وی‌دی باشد و قابلیت ذخیره چندین ساعت ویدئوی اچ‌دی (تلویزیون وضوح‌بالا ۷۲۰پی ۱۰۸۰پی و ۲۱۶۰پی) دارد. نام «بلوری» یک کلمه منتسب برای Blue laser (لِیزِر آبی) است که در واقع (لیزر بنفش) می‌باشد، و توسط انجمن دیسک بلو-ری، گروهی از شرکت‌های ارائه دهنده لوازم الکترونیکی، سخت‌افزار کامپیوتر، و شرکت‌های تولیدکننده تصاویر متحرک ایجاد گردید. در ۲۰ ژوئن سال ۲۰۰۶ بیش از ۴۵۰ عنوان دیسک بلو-ری در ایالات متحده آمریکا و بیشتر از ۲۵۰ عنوان نیز در ژاپن منتشر شد.
در تکاپوی فرمت‌های دیسک‌های نوری با ظرفیت بالا، دیسک بلو-ری با فرمت اچ‌دی دی‌وی‌دی رقابت کرد. در آن زمان توشیبا شرکت اصلی حمایت‌کننده اچ‌دی دی‌وی‌دی تولید و شرکت‌ها و بازار پخش‌کننده و ذخیره‌کننده‌های اچ‌دی دی‌وی‌دی به سمت دیگر حمایت کنندگان آن هدایت می‌شد.
در سال ۱۹۹۸ تلویزیون وضوح‌بالا در بازار مصرف پدیدار گشت اگرچه به‌طور عمومی پذیرفته شده نبود و پخش و ضبط در آن‌ها گران تمام می‌شد. در واقع وسیله‌ای که رمزنگاری HD بر روی آن‌ها منطبق شود مورد نیاز بود، در حالی که سیستم ویدئوی خانگی شرکت جی‌وی‌سی و HDCAMهای شرکت سونی این امکان را دارا بودند، به دلیل استفاده از طول موج کمتر لیزر، چگالی بیشتر در رسانه‌های نوری ممکن شد. در زمانی که شرکت شوجی ناکامورا توانست نسخه آزمایشی دیود لیزر آبی را ابداع کند، که این باعث آغاز مرافعه تجاری طویلی گردید.

## تعریفی از دیسک بلو-ری
دیسک بلو-ری (دیسک بلو-ری یا BD) نام یک نوع دیسک نوری است.
در حال حاضر بلو-ری بیشتر برای ذخیرهٔ ویدئو با وضوح بسیار بالا به‌کار برده می‌شود.

## انواع دیسک‌های بلو-ری
دیسک‌های بلو-ری از نظر ظاهری شبیه دیسک‌های دی‌وی‌دی و سی‌دی هستند و از لحاظ گنجایش، به دو نوع تقسیم می‌شوند:
- دیسک‌های بلو-ری یک‌لایه که گنجایششان ۲۵ گیگابایت می‌باشد.

- دیسک‌های بلو-ری دولایه که گنجایششان ۵۰ گیگابایت است.

## تفاوت بلو ری با دی‌وی‌دی و لوح فشرده
دی‌وی‌دی و سی‌دی با اشعه قرمز (فروسرخ) کار می‌کنند اما بلو ری با اشعه آبی (فرابنفش) کار می‌کند.
دیسک‌های که از تکنولوژی اصلی هستند عبارتند از:
- تی دی کی
- ای میشن
- تی گیت
- دلکین
- دیوایس
- سونی

نام بلوری از لیزر آبی بنفشی که در آن برای ذخیره و بازیابی استفاده می‌شود گرفته شده‌است.
به موجب اینکه این نوع لیزر دارای طول موج کوتاهتری (405 nm) می‌باشد در نتیجه داده‌ها و اطلاعات بیشتری نسبت به فرمت دیسک‌های DVD که دارای لیزر قرمز (650 nm)هستند، را می‌توان روی دیسک‌های بلو-ری ذخیره نمود. یک بلو-ری دو لایه توانایی ذخیره ۵۰ گیگابایت، بیشتر از ۱۰ برابر ظرفیت یک دیسک دی‌وی‌دی یک لایه (با فضای ذخیره ۴٬۷ گیگابایت) و ۵ برابر ظرفیت یک دیسک دی‌وی‌دی دو لایه (با فضای ذخیره ۹٬۴ گیگابایت) را دارد.

## رقابت با اچ‌دی دی‌وی‌دی
این دو فرمت برای بهره بیشتر در بازار در حال رقابت می‌باشند و تا زمانی که به‌طور مشخص و آشکار موقعیت بهتر یکی از آن‌ها غلبه بر دیگری نکرده‌است، این رقابت ادامه خواهد داشت.
امروزه دیسک‌های دی‌وی‌دی استاندارد به درستی با اچ‌دی دی‌وی‌دی تطبیق داده نشده‌اند از زمانی که حجم آن‌ها محدود می‌باشد و این به سبب استفاده از تکنولوژی لیزر قرمز با طول موج بلند می‌باشد. اخیراً لیزر آبی با طول موج کوتاه تر بر این مشکل فائق آمده‌است. این لیزرها به چگالی بیشتری از اطلاعات و در نتیجه ظرفیت نگهداری بیشتر روی دیسک، حدود ۳ تا ۱۰ برابر بیشتر از ظرفیت دیسک‌های یک لایه یک طرفه می‌باشند.
دو رقیب برای به برتری در آینده وجود دارند که به شرح زیر است:
بلو-ری با BD (دیسک‌های Blu-ray) مشخص می‌شود. این فرمت توسط شرکت‌هایی چون سونی و ماتسوشیا (پاناسونیک) هیتاچی و فیلیپس ایجاد گردید. اچ‌دی دی‌وی‌دی این فرمت بر پایه فرمت دی‌وی‌دی شکل گرفته‌است. این فرمت توسط شرکتهایی چون توشیبا و NEC و سانیو شکل گرفته‌است. این رقابت به مشابه رقابت فرمتهای VHS و بتاماکس در گذشته می‌باشد با این تفاوت که رقابت Blu-ray و اچ‌دی دی‌وی‌دی بر پایه ظرفیت و پیچیدگی آن‌ها است. دیسک بلو-ری به ترتیب ۲۵ و۵۰ گیگابایت در دیسک‌های یک لایه و دولایه در حالی که اچ‌دی دی‌وی‌دی‌ها ۱۵ و ۳۰ گیگابایت در دیسک‌های یک لایه و دو لایه خود عرضه کرده‌اند.
برتری Blu-ray در حجم بالای آن می‌باشد و برتری اچ‌دی دی‌وی‌دی در همخوانی آن با نسل فعلی دیسک‌های DVDها با تغییرات محدود در نوع تولید می‌باشد و در نتیجه انتظار می‌رود قیمت ارزانتری نسبت به Blu-ray داشته باشد.
دیسک‌های Blu-ray گرانتر اما حجم بیشتری از اطلاعات را در خود ذخیره می‌نمایند. همچنین این تفاوت در پخش‌کننده‌های آن‌ها نیز وجود دارد به‌طور مثال پخش‌کننده پایونیر حدود ۱۸۰۰دلار قیمت دارد که نزدیک به ۶۰۰ دلار از قیمت آن مربوط به لنز دستگاه به خاطر تکنولوژی جدید آن می‌باشد.

## پایان رقابت بلو-ری با اچ‌دی دی‌وی‌دی
بعد از چند سال از گذشت رقابت بین دو فرمت در سال ۲۰۰۸ میلادی فرمت اچ‌دی دی‌وی‌دی مغلوب این رقابت شد.
توشیبا یکی از حمایت کنندگان فرمت اچ‌دی دی‌وی‌دی رسماً اعلام کرد که توسعه این فرمت را متوقف و دیسک‌های مبتنی بر این فرمت را عرضه نخواهد کرد بسیاری از فروشگاه‌های عرضه‌کننده دیسک‌های اچ‌دی دی‌وی‌دی نیز از فروش آن‌ها اجتناب کردند و اندک شرکت‌های حامی این فرمت نیز مجبور به پیروی از فرمت رقیب یعنی Blu-ray شدند و توشیبا نیز صدها میلیون دلار روی اچ‌دی دی‌وی‌دی خسارت دید.
یکی از دلایل پیروزی فرمت بلو-ری، حمایت بزرگ‌ترین شرکت‌های فیلم‌سازی از این فرمت است. هنگامی که استودیو برادران وارنر عنوان کردند که از دیسک‌های بلو-ری استفاده می‌کنند، ضربه بزرگی به اچ‌دی دی‌وی‌دی وارد آمد همانطوری‌که هم‌اکنون فقط نامی از بتاماکس باقی‌مانده‌است.

مشخصات فیزیکی
| نوع                             | اندازه | حجم قابل ذخیره‌سازی در یک لایه     | حجم قابل ذخیره‌سازی در دو لایه       |
| ------------------------------- | ------ | --------------------------------- | ----------------------------------- |
| حجم دیسک‌های با اندازه استاندارد | 12 cm  | 25 GB / 23866 MiB / 25025314816 B | 50 GB / 47732 MiB / 50050629632 B   |
| حجم دیسک‌های با اندازه کوچک      | 8 cm   | 7.8 GB / 7430 MiB / 7791181824 B  | 15.6 GB / 14860 MiB / 15582363648 B |

## لیزر و نورشناسی
به موجب اینکه این نوع لیزر دارای طول موج کوتاهتری (۴۰۵ نانومتر) می‌باشد در نتیجه داده‌ها و اطلاعات بیشتری نسبت به فرمت دیسک‌های دی‌وی‌دی که دارای لیزر قرمز (۶۵۰ نانومتر) هستند، را می‌توان روی دیسکهای بلو-ری ذخیره نمود. یک بلو-ری دولایه توانایی ذخیره ۵۰ گیگابایت، بیشتر از ۵ برابر ظرفیت یک دیسک‌های دی‌وی‌دی دو لایه را دارد.
اندازه کوچک‌ترین نقطه‌ای که لیزر توانایی تمرکز روی آن را دارد به وسیله تجزیه یا پراش نور محدود می‌شود و به طول موج نور و روزنه عددی (شعاع همگرایی نور) که نور از آن عبور می‌دهد و لنزی که برای تمرکز استفاده می‌شود، بستگی دارد. با کاهش طول موج و افزایش روزنه عددی از ۰٫۶ به ۰٫۸۵ و نازکتر کردن لایه پوششی برای جلوگیری از آثار ناخواسته نوری، پرتوهای لیزر توانایی تمرکز بیشتر در یک نقطه را پیدا خواهد کرد. این امر باعث امکان ذخیره بیشتر در سطح یکسان را می‌دهند.

## تکنولوژی روکش سخت (Hard-coating Technology)
به دلیل اینکه لایه‌ای که در آن اطلاعات ذخیره می‌گردد نزدیک به سطح دیسک می‌باشد، این نوع دیسک‌ها نسبت به دیسک‌های DVD به خراش آسیب پذیرتر بود.
اولین دیسک‌ها درون یک قاب پلاستیکی قرار می‌گرفتند. پیشرفت‌ها سرانجام توانست به وسیله یک پلیمر از این آسیب‌پذیری بکاهد و نیاز به قاب را از بین برد.